# Some Other Woman
Some Other Woman es una película de suspenso psicológico estadounidense de 2023 producida y dirigida por Joel David Moore y escrita por Yuri Baranovsky, Angela Gulner y Josh Long. La película está protagonizada por Amanda Crew, Tom Felton y Ashley Greene.

## Sinopsis
Eve Carver (Amanda Crew), una mujer llevada a una isla tropical por el trabajo de su marido durante lo que se suponía que serían solo unos pocos meses. Pero a medida que los meses se convierten en años, Eve se ve obligada a renunciar a sus propios sueños a medida que la fiebre de la isla se hace cada vez más fuerte. La realidad comienza a desmoronarse a su alrededor cuando se encuentra con una mujer extraña (Ashley Greene) que comienza a apoderarse de su vida, pieza por pieza.

## Reparto
- Amanda Crew como Eve Carver
- Tom Felton como Peter
- Ashley Greene como Renata
- Rick Fox como Salvador Ranza
- Brooke Lyons como Chelsea Ranza

## Producción
El guion fue escrito por Josh Long, Angela Gulner y Yuri Baranovsky.

## Estreno
Some Other Woman se estrenó exclusivamente en Regal Cinemas el 5 de enero de 2024.